# مسجد کروشنگانه
مسجد کروشنگانه یک مسجد چوبی واقع در کروشنگانه، لهستان است. ساخت و ساز این ساختمان در قرن ۱۸ و ۱۹ به پایان رسید.